# Десме, Филипп
Филипп Десме (фр. Philippe Desmet; род. 29 ноября 1958, Варегем, Бельгия) — бельгийский футболист, полузащитник. Известен по выступлениям за «Варегем» и сборную Бельгии. Участник чемпионата мира 1986 года.

## Клубная карьера
Десме начал карьеру в клубе «Варегем». В 1977 году он дебютировал за команду в Жюпиле лиге. В 1982 году Филипп помог клубу выиграть Суперкубок Бельгии. В 1985 году «Варегем» занял четвёртое место и Даниэль дебютировал в Кубке УЕФА, где клуб дошёл до полуфинала.
В 1986 году Десме перешёл во французский «Лилль», где воссоединился со своим соотечественником Эрвином Вандербергом. Во Франции Филипп провёл три года, после чего вернулся на родину. В 1989 году он подписал соглашение с клубом «Кортрейк». В новой команде Десме не часто выходил на поле из-за травм и конкуренции. За два сезона он сыграл всего в 23 матчах и забил три гола. В 1991 году Филипп недолго выступал за «Шарлеруа», а затем перешёл в клуб второго дивизиона «Эйндрахт Алст», где и завершил карьеру.

## Международная карьера
20 ноября 1985 года в отборочном матче мирового первенства против сборной Нидерландов Десме дебютировал за сборную Бельгии. В 1986 году он поехал на Чемпионат мира в Мексику. На турнире Даниэль принял участие во встречах против сборных Ирака, Мексики и Аргентины.

## Достижения
Командные
 «Варегем»
- Обладатель Суперкубка Бельгии — 1982